# Spaeter AG
Die Spaeter AG (Gruppenauftritt auch Spaeter Gruppe) mit Sitz in Basel ist ein Schweizer Grosshandelsunternehmen. Sie beliefert die Bau- und Baunebenbranche mit Stahl, Metallen, Baustoffen und Produkten, die in der Haustechnik Anwendung finden.
Die Unternehmensgruppe mit der auf Grosshandel spezialisierten Spaeter AG als Mutterhaus umfasst insgesamt fünf unter eigenem Namen auftretende Tochtergesellschaften. 2005 erwirtschaftete die Gruppe mit rund 700 Mitarbeitern einen Umsatz von mehr als 500 Millionen Schweizer Franken.

## Geschichte
Die heutige Carl Spaeter AG wurde 1901 in der Rechtsform einer GmbH als Basler Zweigniederlassung der Carl Spaeter GmbH aus Mannheim gegründet, welche aus der gleichnamigen Industriellenfamilie stammte. 1904 wurde sie zur selbständigen und unabhängigen Gesellschaft, pflegt aber noch heute einen engen Kontakt zur Schwestergruppe Carl Spaeter GmbH in Duisburg.
1913 wurde die Basler Carl Spaeter GmbH in eine Aktiengesellschaft umgewandelt. Kernaktivität bildete der Grosshandel mit Walzwerkprodukten. Daraus wuchs im Verlaufe der Jahrzehnte durch Angliederung von Handels- und Produktionsbetrieben die heutige Unternehmensgruppe, die sich in die drei Sortimentsbereiche Stahl & Metall, Bau und Haustechnik gliedert.
Am 1. Mai 2018 wurden die Gesellschaften SPAETER AG Sins, SPAETER Nänikon AG, Carl SPAETER AG sowie SPAETER Chur AG unter dem Dach einer einzigen Deutschschweizer Firma vereint. Diese trägt den Namen Spaeter AG. Die Struktur im Tessin (SPAETER Ticino SA) und in der Westschweiz (Veuthey & Cie SA) bleibt unverändert. Ebenfalls gehört die RUWA-Drahtschweisswerk AG weiterhin zu 100 % der Spaeter AG, wird aber weiterhin mit eigenem Firmennamen geführt, damit dies nicht sichtbar wird.